# 保羅·克魯曼
保羅··克魯曼（1953年2月28日—），美國經濟學家及紐約時報的專欄作家，2004年麻省理工學院年度傑出校友，曾任普林斯頓大學經濟系教授，現任紐約市立大學經濟系教授，是新興凱恩斯主義经济学派代表。2008年，克魯曼獲頒諾貝爾經濟學獎，以表彰其「對經濟活動的貿易模式和區域的分析」。

## 生平

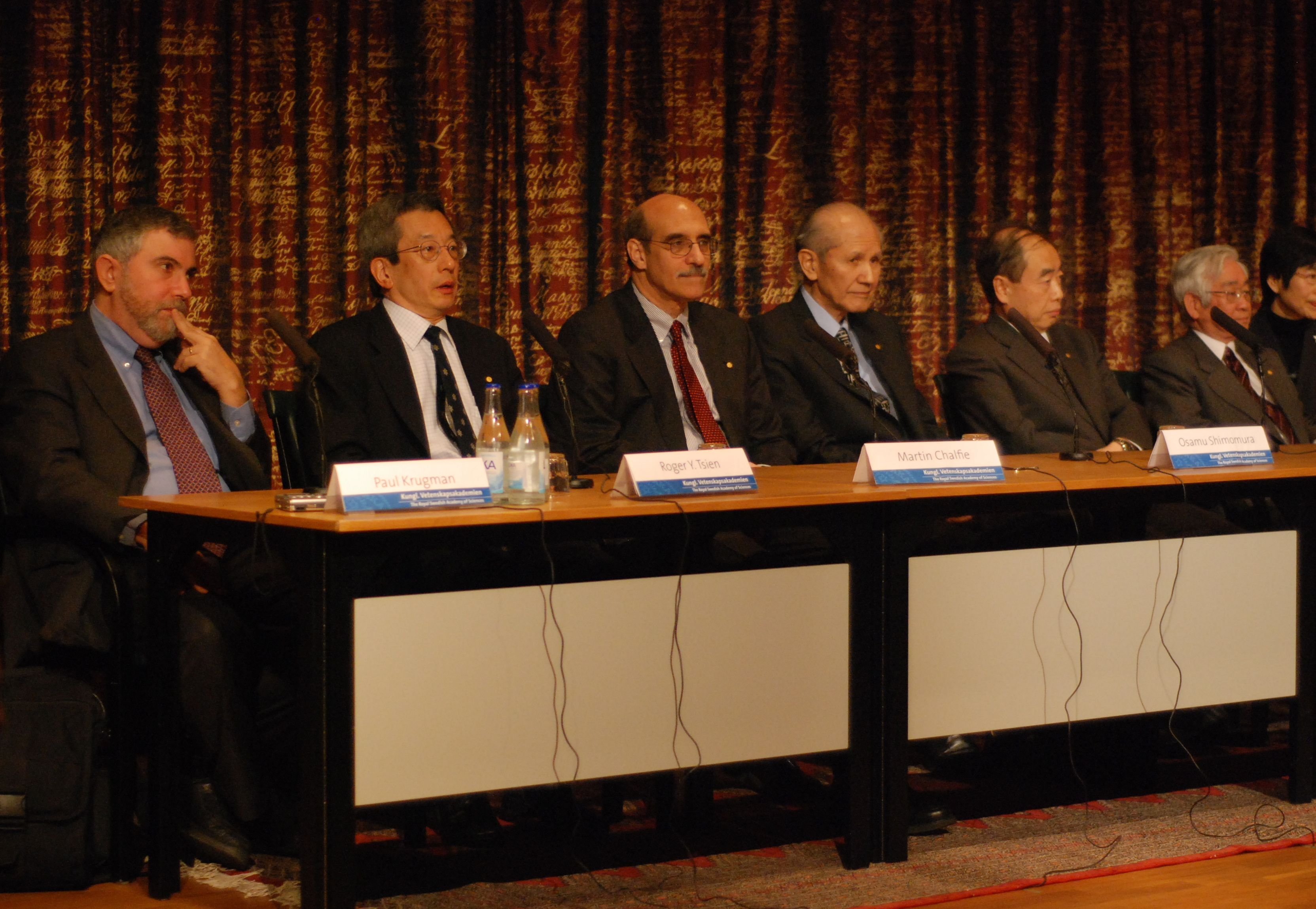
保羅·克魯格曼、錢永健、马丁·查尔菲、下村脩、小林誠、益川敏英，2008年諾貝爾獎得主在瑞典皇家科學院召開記者會

1953年出生美國紐約的猶太人家庭，约翰·F·肯尼迪高中毕业。
1974年畢業於耶鲁大學，1977年於麻省理工學院取得博士學位，受到经济学家诺德豪斯的注意。畢業後先後於耶鲁大学、麻省理工及史丹福大學任教。2000年起，成為普林斯頓大學經濟系教授。
於1982-83年間，曾任職總統經濟顧問委員會成員。1988年，出版了《期望减少的年代》一书。研究領域包括國際貿易、國際金融、貨幣危機與匯率變化理論。1991年，获得克拉克奖章。1996年出版的《流行国际主义》準確預測亞洲金融危機而聲名大噪，是著名的經濟預言家。
他支持贝拉克·奥巴马竞选美国总统，在他当选后发表文章，表达对非裔美国人首次当选美国总统的激动和自豪。更重要的是，他敦促奥巴马切勿听信要他延缓政策变化的建议，分析了坚持选战中提出的激进改革议程的可能性和必须性。

## 立場
克魯曼立場為中間偏左的社会自由主义，認為要對富人課稅並封殺諸多避稅漏洞，這種立場在金融海嘯和民主黨上台後得到社會較多回響，克魯曼認為對跨國企業「競爭力」有幫助的事情對全人類其實沒什麼幫助，甚至是負面。
他也抨擊雷根時代吹起的新自由主義資本經濟風潮，認為沒有管制的資產階級是25年後的今天造成災難的主因，而雷根和共和黨要為了打造這種世界負起最大責任，在1983年到2008年間的25年中，全美國經濟成長果實落入金融業和跨國企業高層1%的人口手中，而廣大中產階級所得並沒有增加，還被通膨逐漸變相減薪。此時為了避免經濟衰退和社會動亂，只能放寬金融管制，鼓勵大家過借貸式的泡沫生活。當財富集中在少數人手中之後，這是其他人維持生活的唯一方法，然而泡沫和債務終有到期的一天，家庭和個人不可能無止盡欠債，災難已經無法避免。
勞工政策方面他主張偏左思維，認為勞工薪資的提升應該建立在集體談判權和罷工權之上，而不是完全建基教育和自我競爭力提升的理論上，他認為鼓吹教育和自我提升來對抗全球化與自動化的工作掏空問題是不切實際的理想，因為教育花費的巨大時間和金錢成本本身就是一種壁壘；許多出生貧寒的家庭無法跨越導致很難翻身，且全球化與自動化的浪潮過於強大，連受過高等教育的人也很難抵擋。
2018年唐纳德·特朗普發動的中美貿易戰，他認為美國是在走向自殺，因為川普對中國產品課徵的都是中間財（半成品、零組件）稅，幾乎極少末端成品，這是最爛的貿易戰策略，會推升下游廠商和零售店成本並降低其競爭力，迫使他們縮減業務。而增加的國內零件廠業務根本無法彌補，所以是白忙一場且弊大於利，而中方的反制雖然項目不多但都是最終消費品，且瞄準打擊川普的選票來源州。事實上貿易戰不會有勝利者，最終雙方消費者都將付更多錢去買以前同樣的東西，誰能受損較少取決於雙方民眾與政府的耐受度，因此川普追求的最終利益只是必敗的一場空，除了個人鬥士形象的選舉利益。
他對於新科技的立場相當保守。在1998年互聯網dot.com風潮中，他對互聯網的發展做出後來證明與事實發展大相逕庭的預測："互聯網的發展速度必然會急速減緩... 大約在2005年前後，世間就會清楚看到，互聯網最後對於經濟的影響沒比傳真機對經濟的影響大。" 到了2013年，他因為看壞比特幣而導致此前對於互聯網的預言被網友挑出來嘲笑。媒體問他意見的時候，他回"我不是科技專家，當時的預言也只是在搞笑氛圍下做出的"，但他堅持比特幣作為貨幣是沒有可行性的。 
2023年中國房產商碧桂園爆發財務危機，克魯曼評價中國當下的危機可能比2008年金融海嘯更劇烈。不過他指中國經濟規模雖巨大，但金融貿易影響力卻沒能成正比，尤其對美國影響力非常小。

## 著作

### 參與或合作撰寫的書籍
- The Spatial Economy - Cities, Regions and International Trade (July 1999), 與藤田昌久（Masahisa Fujita）和安東尼·威納伯（Anthony Venables）合作撰寫. MIT Press, ISBN 0262062046
- The Self Organizing Economy (February 1996), ISBN 1557866988
- EMU and the Regions (December 1995), 與吉耶爾摩（Guillermo de la Dehesa）合作撰寫. ISBN 1567080383
- Development, Geography, and Economic Theory (Ohlin Lectures) (September 1995), ISBN 0262112035
- Foreign Direct Investment in the United States (3rd Edition) (February 1995), 與愛德華·格萊漢姆（Edward M. Graham）合作撰寫. ISBN 0881322040
- World Savings Shortage (September 1994), ISBN 0881321613
- What Do We Need to Know About the International Monetary System? (Essays in International Finance, No 190 July 1993) ISBN 0881650978
- Currencies and Crises (June 1992), ISBN 0262111659
- Geography and Trade (Gaston Eyskens Lecture Series) (August 1991), ISBN 0262111594
  - 《地理和貿易》，國際經濟學譯叢，中國人民大學出版社，2000
- The Risks Facing the World Economy (July 1991), 與吉耶爾摩（Guillermo de la Dehesa）和查爾斯·泰勒（Charles Taylor）合作撰寫. ISBN 1567080731
- Has the Adjustment Process Worked? (Policy Analyses in International Economics, 34) (June 1991), ISBN 0881321168
- Rethinking International Trade (April 1990), ISBN 0262111489
- Trade Policy and Market Structure (March 1989), 與以色列經濟學家埃爾赫南·赫爾普曼（Elhanan Helpman）合作撰寫. ISBN 0262081822
- Exchange-Rate Instability (Lionel Robbins Lectures) (November 1988), ISBN 0262111403
  - 《匯率的不穩定性》，國際經濟學譯叢，中國人民大學出版社，2000
- Adjustment in the World Economy (August 1987) ISBN 1567080235
- Market Structure and Foreign Trade: Increasing Returns, Imperfect Competition, and the International Economy (May 1985), 與埃爾赫南·赫爾普曼（Elhanan Helpman）合作撰寫. ISBN 0262081504
  - 《市場結構和對外貿易政策——報酬遞增、不完全競爭和國際貿易》，上海三聯出版社，1993。
- 《流行的國際主義》，國際經濟學譯叢，中國人民大學出版社，2000 [10]
- 《戰略性貿易政策與國際經濟學》，國際經濟學譯叢，中國人民大學出版社， 2000
- 《克魯格曼國際貿易新理論》，中國社會科學出版社，2001
- International Economics Theory and Policy ( 2003 ) 與莫里斯·歐伯斯弗爾德（Maurice Obstfeld）合作撰寫. ISBN 9780201770377
  - 《國際經濟學》(上冊)國際貿易 ISBN 9861541594 ；（下冊）國際金融 ISBN 9576095921，華泰文化[11]

### 參與或合作編輯的書籍
- Currency Crises (National Bureau of Economic Research Conference Report) (September 2000), ISBN 0226454622
- Trade with Japan : Has the Door Opened Wider? (National Bureau of Economic Research Project Report) (March 1995), ISBN 0226454592
- Empirical Studies of Strategic Trade Policy (National Bureau of Economic Research Project Report) (April, 1994), co-edited with Alasdair Smith. ISBN 0226454606
- Exchange Rate Targets and Currency Bands (October 1991), co-edited with Marcus Miller. ISBN 0521415330
- Strategic Trade Policy and the New International Economics (January 1986), ISBN 0262111128

## 外部連結
- 個人網誌 （页面存档备份，存于）（英文）
- 紐約時報專欄 （页面存档备份，存于）（英文）